# Mieczysław Dopierała
Mieczysław Walenty Dopierała (ur. 6 września 1935 w Chełmiczkach) – polski pracownik przemysłu stoczniowego, przywódca strajku szczecińskiego w trakcie wydarzeń grudniowych w 1970.

## Życiorys
W 1959 wstąpił do Polskiej Zjednoczonej Partii Robotniczej. W 1962 został zatrudniony jako monter okrętowych maszyn i urządzeń w Stoczni Szczecińskiej im. Adolfa Warskiego. Został kierownikiem biura technologicznego na jednym z wydziałów. W czasie akcji strajkowych grudnia 1970 był przywódcą protestujących w swoim zakładzie pracy. 18 grudnia 1970 (dzień po tzw. czarnym czwartku) stanął na czele Ogólnomiejskiego Komitetu Strajkowego, doprowadził do podpisania porozumienia z lokalnymi władzami. Nie angażował się w kolejne protesty, które wybuchły w styczniu 1971. W lutym tego samego roku został pierwszym sekretarzem komitetu zakładowego PZPR, z funkcji partyjnych zrezygnował jednak kilkanaście miesięcy później.
Od 8 listopada 1973 do 30 lipca 1974 jako żeglarz uczestniczył w rejsie dookoła świata na jachcie „Zew Morza”, pełniąc w czasie tej wyprawy funkcję pierwszego oficera (miał stopień jachtowego sternika morskiego). Załogę jachtu, poza trzema osobami pływającymi na nim zawodowo (kapitanem Zdzisławem Michalskim, mechanikiem i bosmanem), stanowili pracownicy Stoczni Szczecińskiej, a Mieczysław Dopierała rejs organizował. Po rezygnacji z funkcji partyjnych był osobą dla władz niewygodną, zatem jego roczna nieobecność w stoczni była dla rządzących wygodna.
Do czasu przejścia na emeryturę zawodowo związany ze Stocznią Szczecińską, angażował się w działalność rady pracowniczej. W późniejszych latach współpracował z prywatną firmą projektową.
W 2010 prezydent Bronisław Komorowski odznaczył go Krzyżem Oficerskim Orderu Odrodzenia Polski.